# Sportovní klub Horní Suchá
Sportovní klub Horní Suchá je český] fotbalový klub z Horní Suché, který byl založen roku 1931. Od sezony 2022/23 hraje v I. A třídě Moravskoslezského kraje – sk. B (6. nejvyšší soutěž).
Je jedním ze 3 činných oddílů hornosušské SK, která disponuje sportovním areálem na ulici U Lékárny s názvem Sportovní areál František, ve kterém se nachází hlavní budova se šatnami, sociálním zařízením a sálem s kapacitou 200 osob. Dále hlavním travnatým hřištěm s krytou tribunou o kapacitě 500 sedících diváků. Od roku 2018 má klub k dispozici také hřiště s umělým travnatým povrchem a osvětlením na místo bývalého škvárového hřiště. V areálu Sportovního areálu František se také nachází 6 tenisových kurtů, z nichž centr kurt je osvětlen umělým osvětlením. K tenisovým kurtům přiléhá menší budova se sociálním zařízením. Sportovní areál František klubu SK Horní Suchá je rovněž vybaven venkovním amfiteátrem, ve kterém se pořádají v letním období kulturní akce.

## Stručná historie hornosušské kopané
Fotbalový oddíl má bohatou historii, po vítězství v krajském přeboru v sezoně 1974/75 se zde v období let 1975 – 1987 hrála Divize D (v období 1977 – 1981 byla 3. nejvyšší soutěží) a v letech 1991 – 1994 se v Horní Suché hrála Divize E. Největším úspěchem je 2. místo ve třetiligové sezoně 1978/79. Klubovými barvami jsou modrá a bílá.
V přátelských utkáních se hornosušští pravidelně setkávali s Baníkem Ostrava, porazili tehdy ligová mužstva Vítkovic, polských Katowic či německou Energii Chotěbuz.
V dresu Horní Suché nastupovali borci jako Miroslav Vojkůvka (v nejvyšší soutěži hrál za Duklu Praha a Baník Ostrava, se kterým se stal mistrem ligy), Josef Kolečko (mistr ligy s Baníkem Ostrava), Rostislav Halkoci (Baník Ostrava, Zbrojovka Brno), Křístek, Bialek, Gattnar, Sýkora, Menoušek, Dlouhý, Jan Laslop (v lize Sigma Olomouc a Vítkovice) a mnozí další. Nejznámějším odchovancem je bývalý reprezentant a držitel pěti ligových titulů se Spartou Praha Miroslav Baranek. Dalším odchovancem, který se uplatnil v nejvyšší soutěži, je Michal Šlachta se 164 ligovými starty.
V letech 1984 a 1988 získali sáloví fotbalisté Horní Suché titul mistra ligy. Někteří z nich pak reprezentovali Československo na Mistrovství světa.

### Historické názvy
Zdroj: 
- 1931 – ČSK Horní Suchá (Český sportovní klub Horní Suchá) a Lechia Horní Suchá (klub s hráči především polské národnosti)
- 1939 – přerušil činnost
- 1945 – obnovil činnost
- 1948 – Sokol DPG Horní Suchá (Sokol Důl Prezident Gottwald Horní Suchá) - vznikl sloučením dvou do té doby samostatných klubů ČSK a Lechia
- 1955 – TJ Baník DPG Horní Suchá (Tělovýchovná jednota Baník Důl Prezident Gottwald Horní Suchá)
- 1975 – TJ Důl President Gottwald Havířov 6 - Horní Suchá (TJ DPG)
- 1991 – TJ Důl František Horní Suchá (Tělovýchovná jednota Důl František Horní Suchá)
- 2010 – TJ Depos Horní Suchá (Tělovýchovná jednota Depos Horní Suchá)[5]
- 2021 – Sportovní klub Horní Suchá (SK Horní Suchá)

## Mládežnická družstva
SK Horní Suchá má 7 mládežnických družstev:
| Kategorie          | Soutěž         |
| ------------------ | -------------- |
| Starší dorost      | Krajský přebor |
| Mladší dorost      | Krajský přebor |
| Mladší žáci        | Okresní přebor |
| Starší přípravka   | Okresní přebor |
| Mladší přípravka   | Okresní přebor |
| Fotbalová školička | nehraje soutěž |

## Umístění v jednotlivých sezonách
Legenda: Z - zápasy, V - výhry, R - remízy, P - porážky, VG - vstřelené góly, OG - obdržené góly, +/- - rozdíl skóre, B - body, červené podbarvení - sestup, zelené podbarvení - postup, fialové podbarvení - reorganizace, změna skupiny či soutěže
| Československo (1974 – 1993) |                                            |                                    |                                    |                                    |                                    |                                    |                                    |                                    |                                    |                                    |                                    |
| Sezóny                       | Liga                                       | Úroveň                             | Z                                  | V                                  | R                                  | P                                  | VG                                 | OG                                 | +/-                                | B                                  | Pozice                             |
| 1974/75                      | Severomoravský krajský přebor              | 5                                  | ...                                | ...                                | ...                                | ...                                | ...                                | ...                                | ...                                | ...                                | 1.                                 |
| 1975/76                      | Divize D                                   | 4                                  | 30                                 | 9                                  | 8                                  | 13                                 | 38                                 | 51                                 | −13                                | 26                                 | 13.                                |
| 1976/77                      | Divize D                                   | 4                                  | 30                                 | 12                                 | 5                                  | 13                                 | 38                                 | 41                                 | −3                                 | 29                                 | 8.                                 |
| 1977/78                      | Divize D                                   | 3                                  | 30                                 | 13                                 | 6                                  | 11                                 | 36                                 | 26                                 | +10                                | 32                                 | 6.                                 |
| 1978/79                      | Divize D                                   | 3                                  | 30                                 | 16                                 | 5                                  | 9                                  | 40                                 | 31                                 | +9                                 | 37                                 | 2.                                 |
| 1979/80                      | Divize D                                   | 3                                  | 30                                 | 9                                  | 6                                  | 15                                 | 22                                 | 41                                 | −19                                | 24                                 | 14.                                |
| 1980/81                      | Divize D                                   | 3                                  | 30                                 | 8                                  | 8                                  | 14                                 | 28                                 | 46                                 | −18                                | 24                                 | 14.                                |
| 1981/82                      | Divize D                                   | 4                                  | 26                                 | 8                                  | 10                                 | 8                                  | 31                                 | 27                                 | +4                                 | 26                                 | 5.                                 |
| 1982/83                      | Divize D                                   | 4                                  | 26                                 | 11                                 | 6                                  | 9                                  | 35                                 | 28                                 | +7                                 | 28                                 | 5.                                 |
| 1983/84                      | Divize D                                   | 4                                  | 26                                 | 7                                  | 11                                 | 8                                  | 28                                 | 30                                 | −2                                 | 25                                 | 8.                                 |
| 1984/85                      | Divize D                                   | 4                                  | 30                                 | 11                                 | 5                                  | 14                                 | 40                                 | 38                                 | +2                                 | 27                                 | 12.                                |
| 1985/86                      | Divize D                                   | 4                                  | 30                                 | 9                                  | 11                                 | 10                                 | 36                                 | 34                                 | +2                                 | 29                                 | 6.                                 |
| 1986/87                      | Divize D                                   | 4                                  | 30                                 | 8                                  | 8                                  | 14                                 | 26                                 | 34                                 | −8                                 | 24                                 | 14.                                |
| 1987/88                      | Severomoravský krajský přebor              | 5                                  | 30                                 | 14                                 | 8                                  | 8                                  | 47                                 | 38                                 | +9                                 | 36                                 | 4.                                 |
| 1988/89                      | Severomoravský krajský přebor              | 5                                  | 30                                 | 12                                 | 8                                  | 10                                 | 35                                 | 29                                 | +6                                 | 32                                 | 3.                                 |
| 1989/90                      | Severomoravský krajský přebor              | 5                                  |                                    |                                    |                                    |                                    |                                    |                                    |                                    |                                    |                                    |
| 1990/91                      | Severomoravský krajský přebor              | 5                                  |                                    |                                    |                                    |                                    |                                    |                                    |                                    |                                    |                                    |
| 1991/92                      | Divize E                                   | 4                                  | 30                                 | 8                                  | 11                                 | 11                                 | 35                                 | 38                                 | −3                                 | 27                                 | 13.                                |
| 1992/93                      | Divize E                                   | 4                                  | 30                                 | 12                                 | 5                                  | 13                                 | 44                                 | 48                                 | −4                                 | 29                                 | 7.                                 |
| Česko (1993 – )              |                                            |                                    |                                    |                                    |                                    |                                    |                                    |                                    |                                    |                                    |                                    |
| Sezóna                       | Liga                                       | Úroveň                             | Z                                  | V                                  | R                                  | P                                  | VG                                 | OG                                 | +/-                                | B                                  | Pozice                             |
| 1993/94                      | Divize E                                   | 4                                  | 30                                 | 10                                 | 5                                  | 15                                 | 38                                 | 49                                 | −11                                | 25                                 | 12.                                |
| 1994 – 97                    | Mužstvo bylo sloučeno s FK Havířov         | Mužstvo bylo sloučeno s FK Havířov | Mužstvo bylo sloučeno s FK Havířov | Mužstvo bylo sloučeno s FK Havířov | Mužstvo bylo sloučeno s FK Havířov | Mužstvo bylo sloučeno s FK Havířov | Mužstvo bylo sloučeno s FK Havířov | Mužstvo bylo sloučeno s FK Havířov | Mužstvo bylo sloučeno s FK Havířov | Mužstvo bylo sloučeno s FK Havířov | Mužstvo bylo sloučeno s FK Havířov |
| ...                          |                                            |                                    |                                    |                                    |                                    |                                    |                                    |                                    |                                    |                                    |                                    |
| 2003/04                      | I. B třída Moravskoslezského kraje – sk. C | 7                                  | 24                                 | 13                                 | 3                                  | 8                                  | 49                                 | 35                                 | +14                                | 42                                 | 4.                                 |
| 2004/05                      | I. B třída Moravskoslezského kraje – sk. C | 7                                  | 26                                 | 14                                 | 7                                  | 5                                  | 45                                 | 25                                 | +20                                | 49                                 | 3.                                 |
| 2005/06                      | I. B třída Moravskoslezského kraje – sk. C | 7                                  | 26                                 | 14                                 | 2                                  | 10                                 | 41                                 | 44                                 | −3                                 | 44                                 | 4.                                 |
| 2006/07                      | I. B třída Moravskoslezského kraje – sk. C | 7                                  | 26                                 | 11                                 | 6                                  | 9                                  | 51                                 | 31                                 | +20                                | 39                                 | 5.                                 |
| 2007/08                      | I. B třída Moravskoslezského kraje – sk. C | 7                                  | 24                                 | 18                                 | 3                                  | 3                                  | 52                                 | 17                                 | +35                                | 57                                 | 1.                                 |
| 2008/09                      | I. A třída Moravskoslezského kraje – sk. B | 6                                  | 26                                 | 11                                 | 5                                  | 10                                 | 49                                 | 44                                 | +5                                 | 38                                 | 6.                                 |
| 2009/10                      | I. A třída Moravskoslezského kraje – sk. B | 6                                  | 26                                 | 10                                 | 8                                  | 8                                  | 39                                 | 37                                 | +2                                 | 38                                 | 6.                                 |
| 2010/11                      | I. A třída Moravskoslezského kraje – sk. B | 6                                  | 26                                 | 8                                  | 5                                  | 13                                 | 34                                 | 51                                 | −17                                | 29                                 | 12.                                |
| 2011/12                      | I. A třída Moravskoslezského kraje – sk. B | 6                                  | 26                                 | 5                                  | 7                                  | 14                                 | 37                                 | 56                                 | −19                                | 22                                 | 14.                                |
| 2012/13                      | I. B třída Moravskoslezského kraje – sk. C | 7                                  | 26                                 | 11                                 | 6                                  | 9                                  | 41                                 | 42                                 | −1                                 | 39                                 | 5.                                 |
| 2013/14                      | I. B třída Moravskoslezského kraje – sk. C | 7                                  | 26                                 | 8                                  | 6                                  | 12                                 | 34                                 | 45                                 | −11                                | 30                                 | 12.                                |
| 2014/15                      | I. B třída Moravskoslezského kraje – sk. C | 7                                  | 26                                 | 15                                 | 3                                  | 8                                  | 47                                 | 34                                 | +13                                | 48                                 | 3.                                 |
| 2015/16                      | I. B třída Moravskoslezského kraje – sk. C | 7                                  | 26                                 | 12                                 | 3                                  | 11                                 | 68                                 | 49                                 | +19                                | 39                                 | 6.                                 |
| 2016/17                      | I. B třída Moravskoslezského kraje – sk. C | 7                                  | 26                                 | 14                                 | 2                                  | 10                                 | 49                                 | 42                                 | +7                                 | 44                                 | 4.                                 |
| 2017/18                      | I. B třída Moravskoslezského kraje – sk. C | 7                                  | 26                                 | 9                                  | 3                                  | 14                                 | 38                                 | 50                                 | −12                                | 30                                 | 9.                                 |
| 2018/19                      | I. B třída Moravskoslezského kraje – sk. C | 7                                  | 26                                 | 14                                 | 2                                  | 10                                 | 39                                 | 38                                 | +1                                 | 44                                 | 4.                                 |
| 2019/20                      | I. B třída Moravskoslezského kraje – sk. C | 7                                  | 13                                 | 7                                  | 0                                  | 6                                  | 33                                 | 23                                 | +10                                | 21                                 | 5.                                 |
| 2020/21                      | I. B třída Moravskoslezského kraje – sk. C | 7                                  | 9                                  | 3                                  | 2                                  | 4                                  | 12                                 | 17                                 | -5                                 | 11                                 | 9.                                 |
| 2021/22                      | I. B třída Moravskoslezského kraje – sk. C | 7                                  | 24                                 | 21                                 | 3                                  | 0                                  | 72                                 | 12                                 | +60                                | 66                                 | 1.                                 |
| 2022/23                      | I. A třída Moravskoslezského kraje – sk. B | 6                                  | 24                                 | 8                                  | 6                                  | 10                                 | 47                                 | 45                                 | +2                                 | 30                                 | 8.                                 |
| 2023/24                      | I. A třída Moravskoslezského kraje – sk. B | 6                                  | 26                                 | 8                                  | 2                                  | 16                                 | 36                                 | 54                                 | -18                                | 26                                 | 10.                                |
| 2024/25                      | I. A třída Moravskoslezského kraje – sk. B | 6                                  | 26                                 | 11                                 | 7                                  | 8                                  | 44                                 | 38                                 | +6                                 | 40                                 | 4.                                 |

Poznámky:
- Mužstvo bylo dočasně sloučeno s FK Havířov, jeho místo zaujalo „B“ mužstvo Havířova.[9]
- Ročníky 2019/20 a 2020/21 nedohrány v důsledku pandemie covidu-19